# Gabriel Kelly

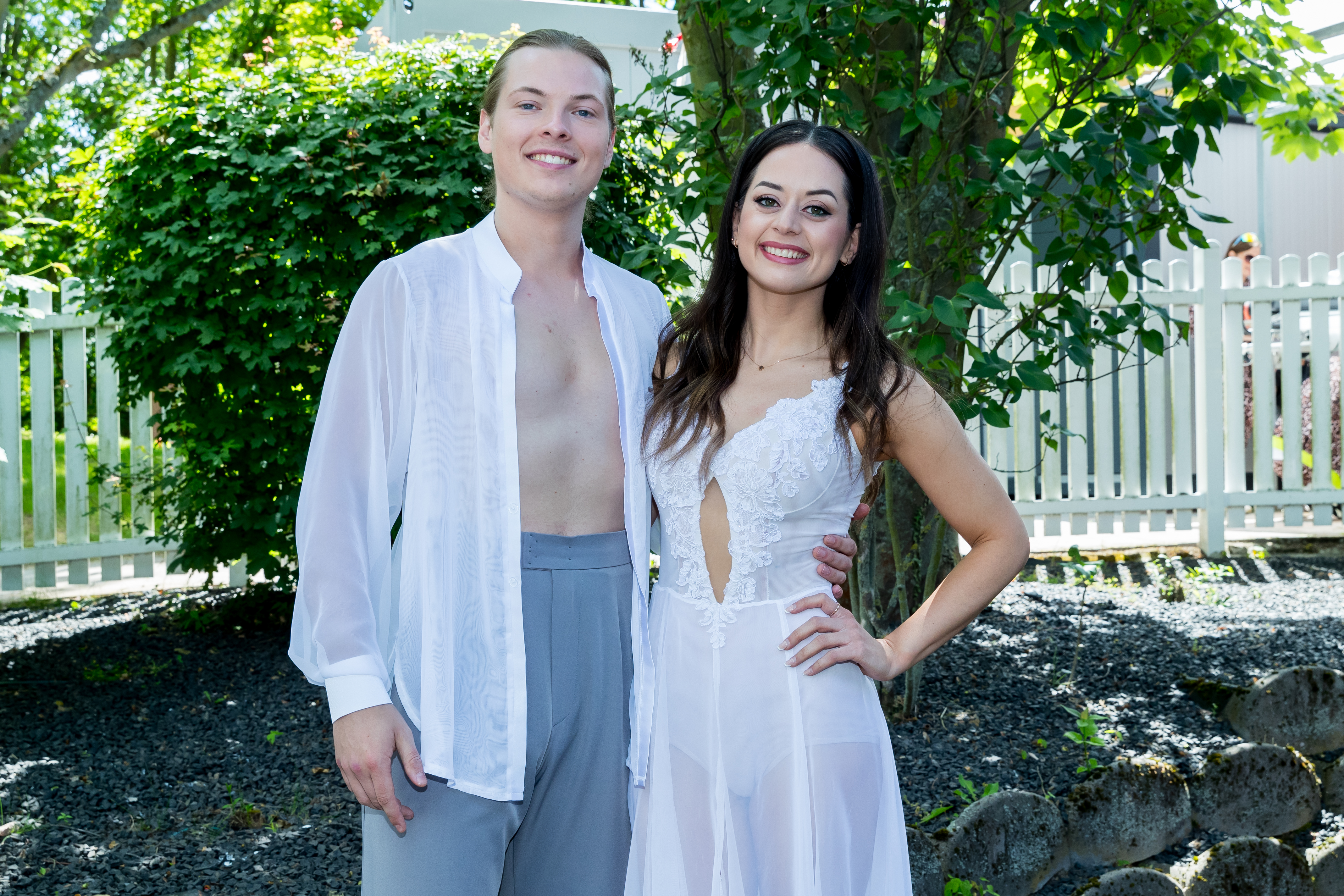
Gabriel Kelly und Malika Dzumaev (2024)

Gabriel Jerome Kelly (* 3. Juli 2001 in Krefeld) ist ein deutsch-irischer Musiker. Er ist der älteste Sohn von Angelo Kelly und Kira Harms Kelly.

## Leben
Gabriel Kelly wuchs als ältestes Kind von insgesamt fünf Kindern bei seinen Eltern in Irland auf. Bevor die Familie nach Irland zog, reiste sie drei Jahre lang mit einem Wohnmobil durch Spanien und Europa. Nach Vollendung seines 18. Lebensjahres lebte Kelly zeitweise als Straßenkünstler in Rostock-Warnemünde. Er hat keinen Schulabschluss.
Im Mai 2024 gewann Kelly an der Seite von Malika Dzumaev die 17. Staffel von Let’s Dance. Im März 2025 war er mit der „Let’s Dance-Familie“ bei der Spielshow Eltons 12. Seit April 2025 betreibt er mit Ann-Kathrin Bendixen seinen Podcast Schnack auf Achse. Ab Mai 2025 nahm Kelly als Target zusammen mit Ann-Kathrin Bendixen an dem Survival-Format Most Wanted – Wer entkommt? teil. Im Juli 2025 veröffentlichte er sein erstes Album Gabriel Kelly.
Seit etwa 2020 ist er mit der Musikerin Leoni Miller liiert.